# Prada (Pravia)
Prada es una casería española de la parroquia de Arango, perteneciente al municipio de Pravia, en la comunidad autónoma de Asturias.

## Historia
El lugar perteneció al municipio de Salas hasta el año 1843, fecha en que se incorporó junto con otros lugares al de Pravia. Desde entonces, pertenece a la parroquia de Arango. En 2023, la entidad singular de población de Prada tenía empadronados 13 habitantes, todos ellos diseminados.